# Moustakbal Baladiat Rouissat
Maillots
Dernière mise à jour : 31 mai 2025.
Le Moustakbal Baladiat Rouissat (en arabe : مستقبل بلدية الرويسات), plus couramment abrégé en MB Rouissat ou encore en MBR, est un club algérien de football fondé en 1964 et basé dans la ville de Rouissat,, dans la Wilaya d'Ouargla.

## Historique
Le Moustakbal Baladiat Rouissat est le premier club créé dans la région de Ouargla, Le club a évolué par le passé en Division 3 et Division 2 algériennes.
En Coupe d'Algérie, la meilleure performance du MBR reste l'élimination lors des seizièmes de finale de l'édition de 2013 face à l'ASO Chlef, et lors de l'édition de 2017 face à la JS Kabylie.
Lors de l'édition 2019, le Moustakbal Baladiat Rouissat améliore sa performance en Coupe d'Algérie, en atteignant les huitièmes de finale et perdant face au pensionnaire de la Ligue 1, le CS Constantine.

## Parcours

### Classement en championnat par année
- 1964-65 : ?, ?e
- 1965-66 : ?, ?e
- 1966-67 : ?, ?e
- 1967-68 : ?, ?e
- 1968-69 : ?, ?e
- 1969-70 : ?, ?e
- 1970-71 : ?, ?e
- 1971-72 : ?, ?e
- 1972-73 : ?, ?e
- 1973-74 : ?, ?e
- 1974-75 : ?, ?e
- 1975-76 : ?, ?e
- 1976-77 : ?, ?e
- 1977-78 : ?, ?e
- 1978-79 : ?, ?e
- 1979-80 : ?, ?e
- 1980-81 : ?, ?e
- 1981-82 : ?, ?e
- 1982-83 : ?, ?e
- 1983-84 : ?, ?e
- 1984-85 : ?, ?e
- 1985-86 : ?, ?e
- 1986-87 : D3 Division d'Honneur Gr. E, 3e
- 1987-88 : D3 Division d'Honneur Gr. D, 2e
- 1988-89 : D3, Régional Sud-Est, 7e
- 1989-90 : D3, Régional Sud-Est, 8e
- 1990-91 : D3, Régional Sud-Est, 9e
- 1991-92 : D3, Régional Sud-Est, ?e
- 1992-93 : D3, Régional Sud-Est, ?e
- 1993-94 : D3, Régional Sud-Est, 3e
- 1994-95 : D3, Régional Sud-Est, 12e
- 1995-96 : D3, Régional Sud-Est, ?e
- 1996-97 : D3, Régional Sud-Est, 15e
- 1997-98 : D3, Gr. sud-est, 2e
- 1998-99 : D2, Gr Sud/sud-est, 3e
- 1999-00 : D3, Gr Sud/sud-est, 8e
- 2000-01 : D3, Gr Sud/sud-est, 3e
- 2001-02 : D3, Régional Ouargla, 13e
- 2002-03 : D3, Régional Ouargla, 3e
- 2003-04 : D2, Gr. est, 14e
- 2004-05 : D3, Gr. Est, 14e
- 2005-06 : D4, R1 LRF Ouargla, ?e
- 2006-07 : D4, R1 LRF Ouargla, 14e
- 2007-08 : D4, R1 LRF Ouargla, 2e
- 2008-09 : ?, ?e
- 2009-10 : ?, ?e
- 2010-11 : D5, R1 LRF Ouargla, 2e
- 2011-12 : D5, R1 LRF Ouargla, 1re
- 2012-13 : D4, Inter-régions Gr. Centre-Est, 7e
- 2013-14 : D4, Inter-régions Gr. Est, 2e
- 2014-15 : D4, Inter-régions Gr. Est, 9e
- 2015-16 : D4, Inter-régions Gr. Ouest, 1re
- 2016-17 : D3, Gr. Centre, 8e
- 2017-18 : D3, Gr. Centre, 16e
- 2018-19 : D4, Inter-régions Gr. Est, 3e
- 2019-20 : D4, Inter-régions Gr. Sud-Est, 6e
- 2020-21 : D3, Gr. sud-est/E1, 2e
- 2021-22 : D3, Gr.Sud-Est, 4e
- 2022-23 : D3, Gr. sud-est, 13e
- 2023-24 : D3, Gr. sud-est, 1re
- 2024-25 : D2, Gr.centre-est, 1re
- 2025-26 : Ligue 1, ?e

## Identité du club

### Logo et couleurs
Depuis la fondation du Moustakbal Baladiat Rouissat, ses couleurs principales sont toujours bleu (avec le noir ou le blanc comme couleur secondaire).

Ancien logo
Ancien logo
Logo actuel

## Infrastructures

### Stades

#### Stade Municipal
C'est l'ancien stade de la commune de Rouissat, créé en 1985 sous l'administration de l'APC, il est muni d'une pelouse en tuf.

#### Stade 18 Février
Construit en 1992 et situé sur la route de Rouissat, il est administré par l'Office des parcs omnisports de la Wilaya (OPOW) - Direction de la Jeunesse et du Sport (DJS) de Ouargla, ce complexe olympique est fort d'une capacité de 18000 places et muni d'une pelouse en gazon synthétique,.